# Сетовка (приток Каменки)
Сетовка (Сетовочка) — река в России, протекает в Алтайском крае. Устье реки находится у посёлка Сетовка в 47 км по правому берегу реки Каменка. Длина реки составляет 45 км. На реке расположен посёлок Половинка. Приток Сетовки — река Поперечка.

## Данные водного реестра
По данным государственного водного реестра России относится к Верхнеобскому бассейновому округу, водохозяйственный участок реки — Катунь, речной подбассейн реки — Бия и Катунь. Речной бассейн реки — (Верхняя) Обь до впадения Иртыша.